# La Promesse de l'ange
La Promesse de l'ange est un roman de Frédéric Lenoir et Violette Cabesos publié en 2004 et traduit en 13 langues. Il a obtenu le prix des maisons de la presse en 2004.

## Résumé
Sous la crypte du Mont Saint Michel, un secret vieux de mille ans…
Rocher battu par les tempêtes, lieu de cultes primitifs sanctifié par les premiers chrétiens, le  Mont Saint-Michel est loin d’avoir révélé tous ses secrets. Au début du XIe siècle, les bâtisseurs des cathédrales y érigèrent en l’honneur de l’Archange, prince des armées célestes et conducteur des âmes dans l’au-delà, une grande abbaye romane.
Mille ans plus tard, une jeune archéologue passionnée par le Moyen Âge se retrouve prisonnière d’une énigme où le passé et le présent se rejoignent étrangement. Meurtres inexpliqués, amours périlleuses, secrets millénaires… sur le chemin du temps, de la passion, de l'absolu, la quête de Johanna la conduit inexorablement aux frontières d'un monde dont on ne revient pas indemne.

## Éditions françaises
Édition imprimée originale
- Frédéric Lenoir et Violette Cabesos, La Promesse de l'ange : roman, Paris, éd. Albin Michel, 3 mars 2004, 489 p., 24 cm (ISBN 2-226-15081-1, BNF 39140078)

Édition au format de poche
- Frédéric Lenoir et Violette Cabesos, La Promesse de l'ange, Paris, Librairie générale française, coll. « Le Livre de poche : thriller » (no 37144), 10 mai 2006, 627 p., 18 cm (ISBN 2-253-11656-4, BNF 40158180)